# Gentianose
Gentianose é um carboidrato trissacarídeo, encontrado nas raízes da genciana. Esse oligossacarídeo foi descoberto por Meyer em 1882, fazendo experiências no vegetal Gentiana lutea. O gentianose é composto por duas moléculas de glicose e uma molécula de frutose (sacarose+glicose). Ele é um açúcar não-redutor e não reage com a solução de Fehling.